# Список министров внутренних дел Германии
Данный список представляет глав Федерального министерства внутренних дел Германии и учреждений, выполнявших соответствующие функции. Охватывает исторический период со времён кайзеровской Германии по настоящее время.

## Статс-секретари имперского ведомства внутренних дел кайзеровской Германии, 1879—1919

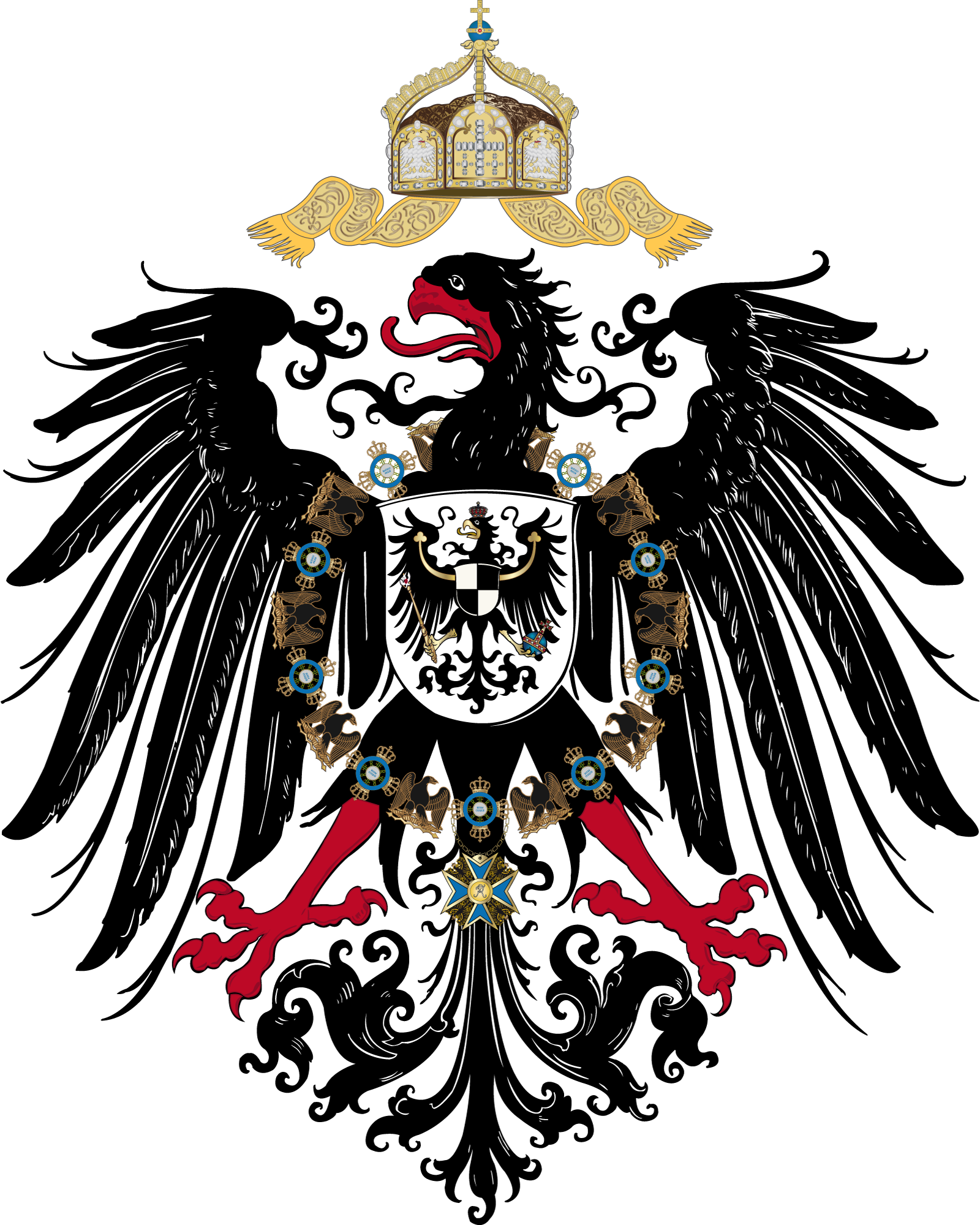
Герб Германской империи

| Имя                         | Дата вступления в должность | Дата снятия с должности | Партия |
| --------------------------- | --------------------------- | ----------------------- | ------ |
| Карл фон Хофманн            | 24 декабря 1879             | 31 августа 1880         | -      |
| Карл Генрих фон Бёттихер    | 1 сентября 1880             | 1 июля 1897             | -      |
| Артур фон Посадовский-Венер | 1 июля 1897                 | 24 июня 1907            | -      |
| Теобальд фон Бетман-Гольвег | 24 июня 1907                | 10 июля 1909            | -      |
| Клеменс фон Дельбрюк        | 14 июля 1909                | 22 мая 1916             | -      |
| Карл Гельферих              | 22 мая 1916                 | 24 октября 1917         | -      |
| Макс Вальраф                | 25 октября 1917             | 9 ноября 1918           | -      |
| Карл Тримборн               | 14 ноября 1918              | 13 февраля 1919         | Центр  |

## Министры внутренних дел Веймарской республики, 1919—1933

Герб Веймарской республики

| Имя                  | Дата вступления в должность | Дата снятия с должности | Партия |
| -------------------- | --------------------------- | ----------------------- | ------ |
| Гуго Прейсс          | 13 февраля 1919             | 20 июня 1919            | НДП    |
| Эдуард Давид         | 21 июня 1919                | 3 октября 1919          | СДПГ   |
| Эрих Кох-Везер       | 3 октября 1919              | 4 мая 1921              | НДП    |
| Георг Граднауэр      | 10 мая 1921                 | 22 октября 1921         | СДПГ   |
| Адольф Кёстер        | 23 октября 1921             | 14 ноября 1922          | СДПГ   |
| Рудольф Эзер         | 22 ноября 1922              | 12 августа 1923         | НДП    |
| Вильгельм Золльман   | 14 августа 1923             | 3 ноября 1923           | СДПГ   |
| Карл Яррес           | 11 ноября 1923              | 15 декабря 1924         | ННП    |
| Мартин Шиле          | 15 декабря 1924             | 23 октября 1925         | НННП   |
| Отто Гесслер (и. о.) | 23 октября 1925             | 5 декабря 1925          | НДП    |
| Вильгельм Кюльц      | 20 января 1926              | 17 декабря 1926         | НДП    |
| Вальтер фон Койделль | 31 января 1927              | 12 июня 1928            | НННП   |
| Карл Зеверинг        | 28 июня 1928                | 27 марта 1930           | СДПГ   |
| Йозеф Вирт           | 30 марта 1930               | 7 октября 1931          | Центр  |
| Вильгельм Грёнер     | 9 октября 1931              | 30 мая 1932             | -      |
| Вильгельм фон Гайль  | 1 июня 1932                 | 17 ноября 1932          | НННП   |
| Франц Брахт          | 3 декабря 1932              | 28 января 1933          | -      |

## Министры внутренних дел Третьего рейха, 1933—1945

Герб Третьего рейха

| Имя                | Дата вступления в должность | Дата снятия с должности | Партия |
| ------------------ | --------------------------- | ----------------------- | ------ |
| Вильгельм Фрик     | 30 января 1933              | 25 августа 1943         | НСДАП  |
| Генрих Гиммлер     | 25 августа 1943             | 30 апреля 1945          | НСДАП  |
| Пауль Гислер       | 30 апреля 1945              | 3 мая 1945              | НСДАП  |
| Вильгельм Штуккарт | 5 мая 1945                  | 23 мая 1945             | НСДАП  |

## Министры внутренних дел Федеративной Республики Германии, 1949—1990

Герб ФРГ

| Имя                | Дата вступления в должность | Дата снятия с должности | Партия |
| ------------------ | --------------------------- | ----------------------- | ------ |
| Густав Хайнеман    | 20 сентября 1949            | 11 октября 1950         | ХДС    |
| Роберт Лер         | 11 октября 1950             | 20 октября 1953         | ХДС    |
| Герхард Шрёдер     | 20 октября 1953             | 13 ноября 1961          | ХДС    |
| Герман Хёхерль     | 14 ноября 1961              | 25 октября 1965         | ХСС    |
| Пауль Люкке        | 26 октября 1965             | 2 апреля 1968           | ХДС    |
| Эрнст Бенда        | 2 апреля 1968               | 21 октября 1969         | ХДС    |
| Ганс-Дитрих Геншер | 22 октября 1969             | 16 мая 1974             | СвДП   |
| Вернер Майхофер    | 16 мая 1974                 | 8 июня 1978             | СвДП   |
| Герхарт Баум       | 8 июня 1978                 | 17 сентября 1982        | СвДП   |
| Юрген Шмуде        | 17 сентября 1982            | 1 октября 1982          | СДПГ   |
| Фридрих Циммерман  | 4 октября 1982              | 21 апреля 1989          | ХСС    |
| Вольфганг Шойбле   | 21 апреля 1989              | 2 октября 1990          | ХДС    |

## Министры внутренних дел Германской Демократической Республики, 1949—1990

Герб ГДР

| Имя                   | Дата вступления в должность | Дата снятия с должности | Партия |
| --------------------- | --------------------------- | ----------------------- | ------ |
| Карл Штейнхоф         | 11 октября 1949             | 6 мая 1952              | СЕПГ   |
| Вилли Штоф            | 6 мая 1952                  | 1 июля 1955             | СЕПГ   |
| Карл Марон            | 1 июля 1955                 | 14 ноября 1963          | СЕПГ   |
| Фридрих Диккель       | 14 ноября 1963              | 7 ноября 1989           | СЕПГ   |
| Лотар Арендт          | 18 ноября 1989              | 12 апреля 1990          | СЕПГ   |
| Петер-Михаэль Дистель | 12 апреля 1990              | 2 октября 1990          | НСС    |

## Министры внутренних дел Федеративной Республики Германия, 1990 — настоящее время

Герб ФРГ

| Имя                                            | Дата вступления в должность | Дата снятия с должности | Партия                 |
| Министр внутренних дел                         | Министр внутренних дел      | Министр внутренних дел  | Министр внутренних дел |
| ---------------------------------------------- | --------------------------- | ----------------------- | ---------------------- |
| Вольфганг Шойбле                               | 3 октября 1990              | 26 ноября 1991          | ХДС                    |
| Рудольф Зайтерс                                | 26 ноября 1991              | 7 июля 1993             | ХДС                    |
| Манфред Кантер                                 | 7 июля 1993                 | 26 октября 1998         | ХДС                    |
| Отто Шили                                      | 27 октября 1998             | 22 ноября 2005          | СДПГ                   |
| Вольфганг Шойбле                               | 22 ноября 2005              | 27 октября 2009         | ХДС                    |
| Томас де Мезьер                                | 28 октября 2009             | 3 марта 2011            | ХДС                    |
| Ханс-Петер Фридрих                             | 3 марта 2011                | 17 декабря 2013         | ХСС                    |
| Томас де Мезьер                                | 17 декабря 2013             | 14 марта 2018           | ХДС                    |
| Министр внутренних дел, строительства и родины |                             |                         |                        |
| Хорст Зеехофер                                 | 14 марта 2018               | 8 декабря 2021          | ХСС                    |
| Министр внутренних дел и местных сообществ     |                             |                         |                        |
| Нэнси Фезер                                    | 8 декабря 2021              | 6 мая 2025              | СДПГ                   |
| Министр внутренних дел                         |                             |                         |                        |
| Александр Добриндт                             | 6 мая 2025                  | в должности             | ХСС                    |